# 天使の涙
『天使の涙』（原題：堕落天使、英題：Fallen Angels）は、1995年の香港映画。

## 概要
もともとは『恋する惑星』の一部として考えられたストーリーであったが、独立した作品として製作された。主な舞台は、九龍の觀塘や尖沙咀などである。
1996年に日本初公開。2022年にはアンプラグド社の配給により4Kレストア版が「WKW4K ウォン・カーウァイ4K」で上映。

## ストーリー
そろそろ足を洗いたい殺し屋とそのパートナーである美貌のエージェント。仕事に私情を持ち込まないのが彼らの流儀で、二人は顔を合わせたことがなく、エージェントが計画を立て、殺し屋がそれに従って実行しているが、殺し屋は限界を感じている。
エージェントが根城とする重慶マンションの息子モウは5歳の時、期限切れのパイン缶を食べ過ぎて以来、口がきけなくなった。定職に就けない彼は、夜になると閉店後の店を開けて勝手に様々な商売をしている。
ある日、モウは失恋したばかりの娘に出会って恋をするが、彼女は振られた相手が忘れられず彼を相手にしてくれない。一方、殺し屋はちょっとキレてる金髪の女と出会い、互いの温もりを求めて一夜を共にする。
モウは日本料理の居酒屋で働き始め、店主斉藤さんが日本の家族にビデオレターを送っているのを真似てビデオ撮影にハマり、身近にいる父の楽しそうな姿を撮るようになる。
一方、殺し屋と別れた金髪女は、地下道でエージェントとすれ違いざま、互いに相手の香水から殺し屋との関係を嗅ぎ当て、エージェントと殺し屋を引き合わせることにする。殺し屋は引き際を考えていたが、エージェントから最後の仕事を依頼され、彼はそれを情け心で受ける。ところが殺し屋はその仕事で初めて失敗をして、銃弾を浴びて意識が薄らいでいくのだった。
その後、モウは父親を亡くし、残されたビデオを観ながら父親を偲ぶ。再び元の商売に戻って、バーガーショップで営業をしている時、CA姿の失恋娘に再会するが、彼女は全く覚えていない風だった。
街の飲食店でモウとエージェントが出会う。モウは店の客と喧嘩になって傷だらけにされ、パートナーを失ったエージェントは不味そうに麺を食べていて、彼女から家まで送ってと頼まれたモウはバイクに乗せる。その道すがら、彼女は久しぶりに人の温もりを感じ、その温かさは永遠と彼女は思った。

## キャスト
- 殺し屋(ウォン)：レオン・ライ
- エージェント：ミッシェル・リー
- モウ（何志武）：金城武
- 失恋娘（ヤン）：チャーリー・ヤン
- オレンジ色の髪の女：カレン・モク
- モウの父：チャン・マンルイ
- アイスを食べさせられる男：チャン・ファイフン
- 居酒屋の店主（斎藤）：斎藤徹

## スタッフ
- 監督・脚本・製作：ウォン・カーウァイ
- 製作総指揮：チャン・イーチェン
- 製作補：ジャッキー・バン
- アソシエイト・プロデューサー：ロー・マン
- 撮影：クリストファー・ドイル

- 美術・衣装：ウィリアム・チョン
- 編集：ウォン・ミンラム
- 録音：レオン・タッ
- 音楽：フランキー・チャン

## 挿入曲
- 齊秦『思慕的人』（洪一峰のカバー曲）
- 關淑怡『忘記他』（鄧麗君テレサ・テンのカバー曲）
- The Flying Pickets『Only You』（Yazoo『Only You』のカバー曲）他